# Fertővidéki Helyiérdekű Vasút
A Fertővidéki Helyi Érdekű Vasúti Zrt. (Fertővidéki HÉV, Fhév Zrt., német neve Neusiedler Seebahn Aktiengesellschaft) Nezsider (Neusiedl am See, Burgenland, Ausztria) és Fertőszentmiklós (Győr-Moson-Sopron vármegye, Magyarország) között közlekedő nemzetközi közforgalmú vasút. Ez Magyarország utolsó megmaradt helyiérdekű vasútja, amelynek Pomogy–Fertőszentmiklós közötti szakasza a 9-es számú menetrendi mező. A vasútvonal üzemeltetését kezdetektől a GYSEV végzi.

## A vonal

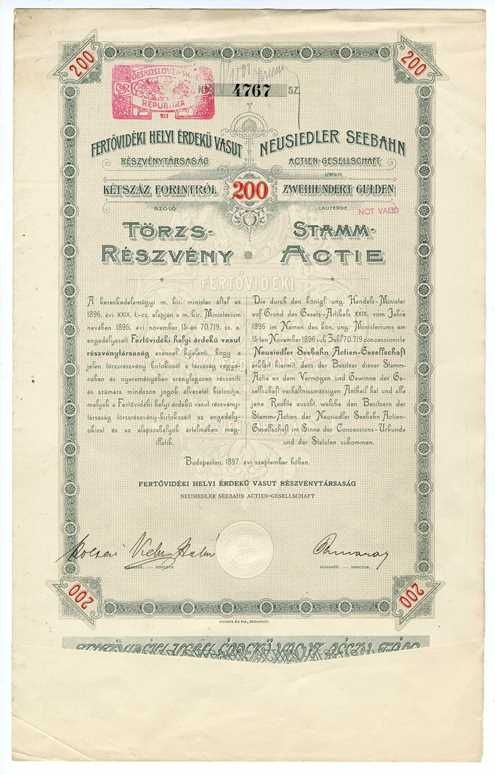
A Fhév Rt. részvénye

A vasutat 1897. december 19-én nyitották meg. Jelenleg a helyiérdekű vasút ötven kilométeres pályájából 13 kilométer Magyarországon, a többi Ausztriában található. A magyarországi szakaszon a forgalom csekély, az osztrák szakaszon nagyobb regionális ingázó forgalmat bonyolítanak le a burgenlandi településekből Bécs felé. A Fertővidéki HÉV 19. századi jogi státusát gyakorlatilag a trianoni béke konzerválta. Ma a vasúttársaságban az osztrák államnak 50,1%, a burgenlandi tartománynak 49,9% üzletrésze van.
A vasútvonal eredetileg Nezsidertől Celldömölkig vezetett, azonban a közlekedéspolitikai koncepció eredményképpen a Fertőszentmiklós–Celldömölk szakaszt (mely utoljára a Pomogy–Celldömölk viszonylatban a 19-es számú menetrendi mező része volt), azaz a trianoni béke után Magyarországon maradt vonalszakasz legnagyobb részét 1979. május 26-ával megszüntették, a vasútvonalat felszedték. Celldömölkről induló 3 km-es pályarészt a leselejtezett gőzmozdonyok tárolására használták az 1980-as években, azok szétdarabolásáig. Répcelak állomáson ma is tolatóvágányként üzemel a Fertőszentmiklós felé induló pályatest. Az egykor Celldömölk felé induló pályának ma már nincs nyoma.
A vasút villamosítása 2003-ban kezdődött és szakaszosan 2004. április közepéig került átadásra. A szakaszt a Magyarországon szokásos 25 kV/50 Hz rendszerben építették ki, ami szokatlan Ausztriában, viszont a pályát az ÖBB szerelvényei is használják.

## Napjainkban
A FHÉV formálisan önálló vállalat egy-egy osztrák és magyar társasággal, a vasút üzemeltetését a Győr–Sopron–Ebenfurti Vasút végezi a kezdetektől fogva, jelenleg többnyire az ÖBB-től bérelt villamos Talent motorvonatokkal és ingavonatokkal. A vonalat 2004-ben végig villamosították 25 kV 50 Hz áramrendszerrel. 2015-ben a GYSEV megvásárolta az osztrák Fertővidéki HÉV Kft-től a magyarországi FHÉV Zrt. összes részvényét, valamint a magyarországi pályaszakasz tulajdonjogát. 2014-ben 5 db Siemens Desiro ML  motorvonatra szerződtek 32 millió euró értékben, amelyek 2016 szeptemberétől kezdődően többek között a Bécs–Pomogy vonalon is szolgálatba álltak. 2020. április elején megkezdték a Fertőszentmiklós és Fertőújlak / országhatár közötti pálya teljes modernizációját, amit az év október 14-én adták át. A 10,2 kilométer hosszú vonalszakasz átépítése miatt április 9-e és június 2-a között teljes kizárásos vágányzár lépett életbe, így nem közlekedhettek vonatok az érintett szakaszon. A munkálatok során új, rezgéscsillapító tulajdonsággal is rendelkező, LM-S jelű vasbeton keresztaljakat és szintén új, UIC 54 rendszerű síneket építettek a vasúti pályába a szakemberek. A munkálatoknak köszönhetően a pályasebesség száz kilométer per órára emelkedett az érintett szakaszon. Kilenc helyszínen átépítették a vonalat keresztező vasúti átjárókat, és két átjáróban átalakították vagy kiépítették a biztosítóberendezéseket. Fertőszéplak-Fertőd megállóhelyen 55 centiméteres magasperon épült. Esőbeálló is készült, kiépítették a térvilágítást és a vizuális utastájékoztató rendszert. Az autóval érkezőket a megálló mellett P+R parkoló várja, a kerékpárosok pedig fedett B+R kerékpártárolóban hagyhatják biciklijüket.
2020. december 13-ától Fertőszentmiklós és Pomogy között minden vonat kalauz nélkül közlekedik, a jegyváltás így minden esetben csak elővételben lehetséges.

## Járművek

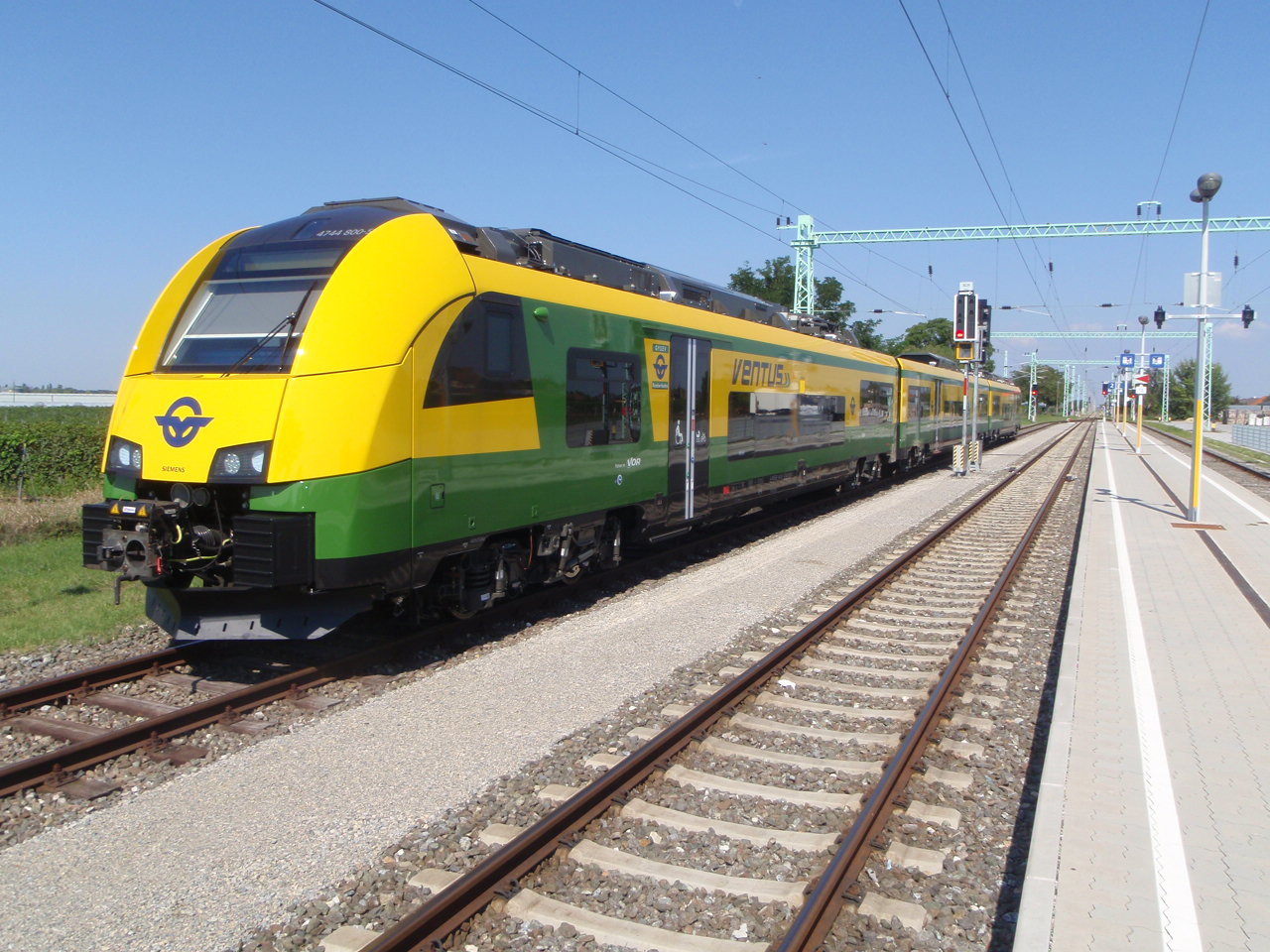
GYSEV 4744 Pomogy állomáson
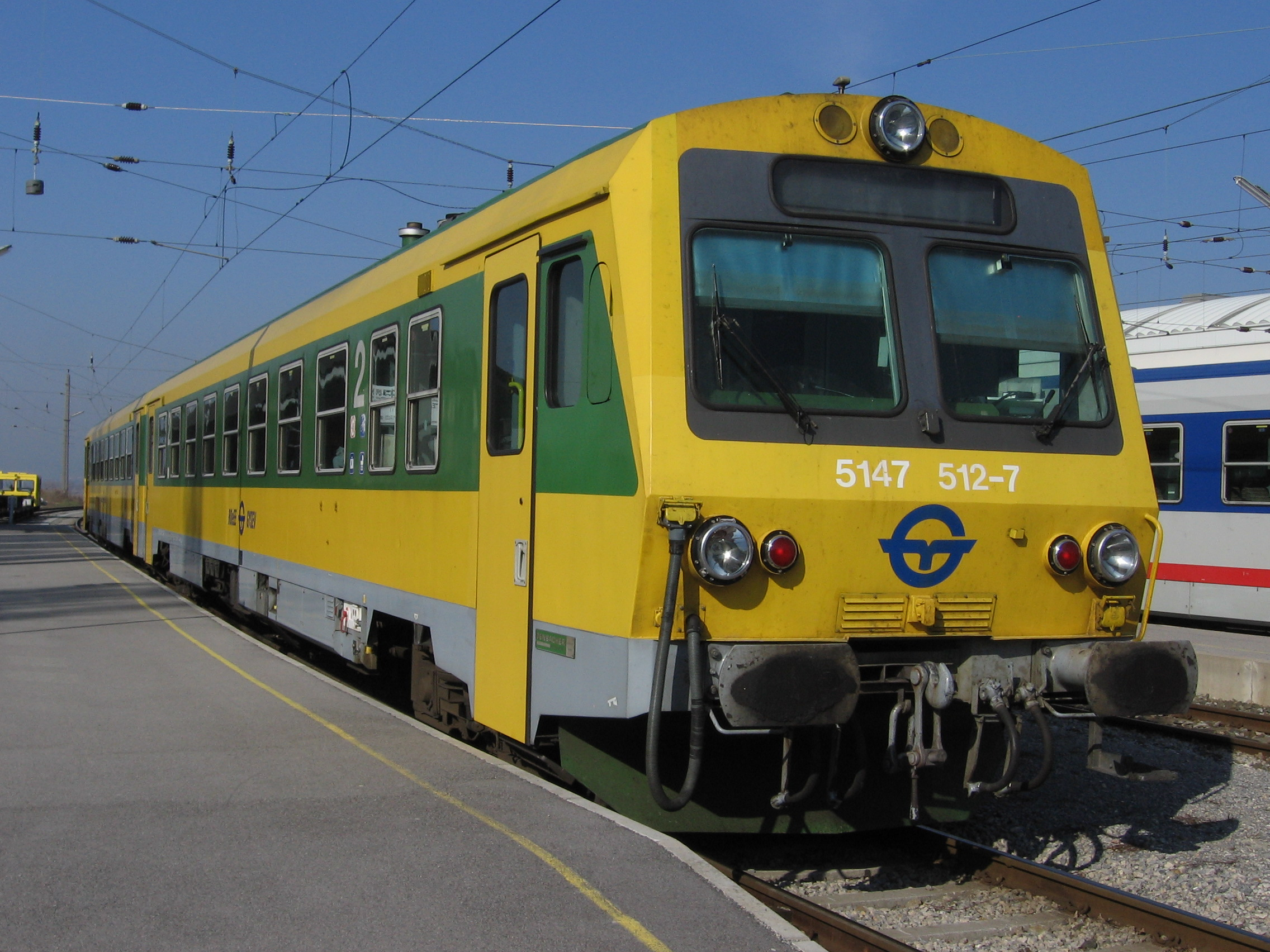
A GYSEV 5147 511–512 pályaszámú ikermotorkocsija a nezsideri állomáson
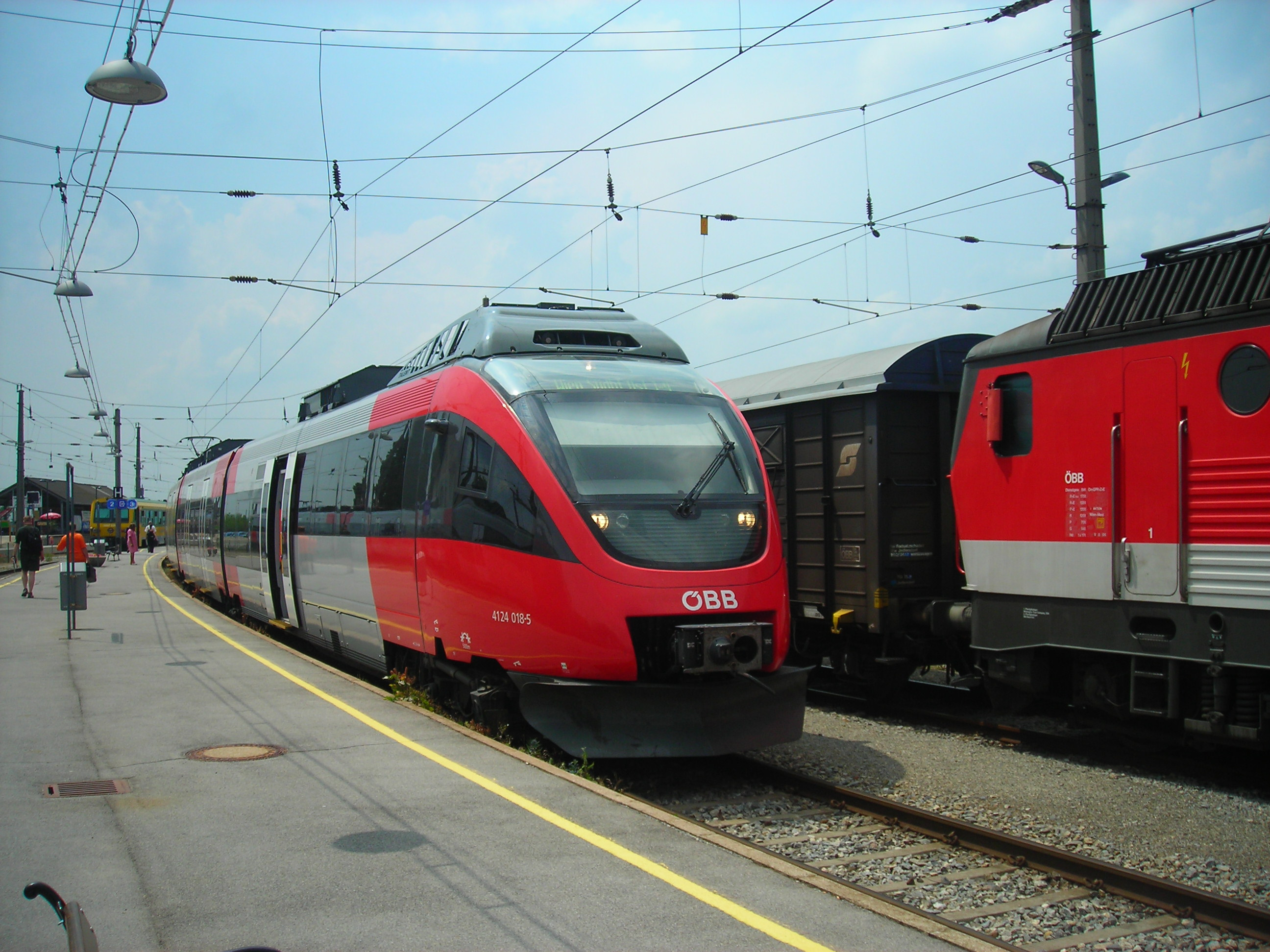
ÖBB Talent motorvonat a nezsideri állomáson

## Az állomások képei

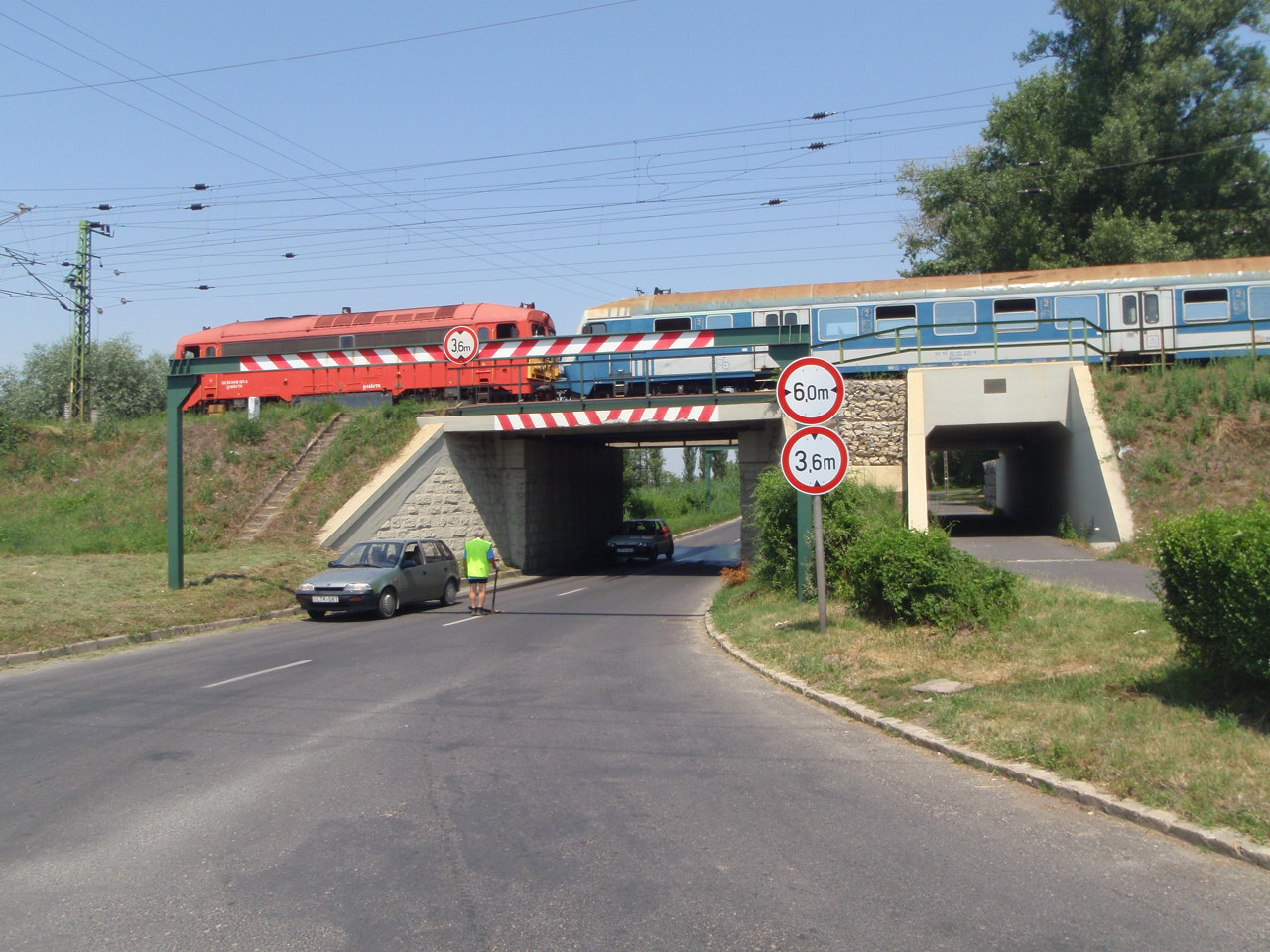
Celldömölk a Székesfehérvár–Szombathely-vasútvonallal közös aluljáró
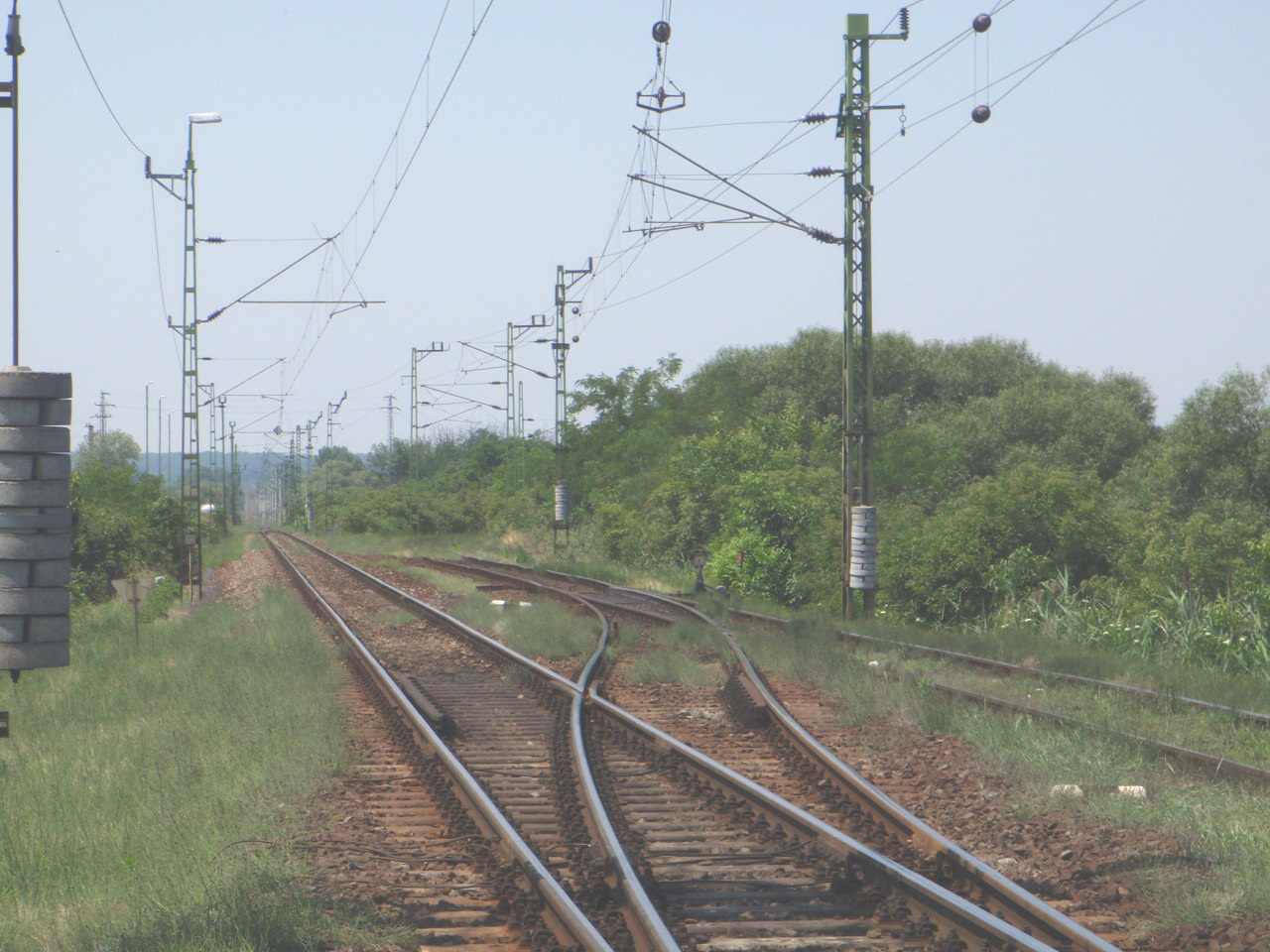
Celldömölk: balra a Szombathely felé menő vonal, jobbra a Fertőszentmiklós felé menő megmaradt pálya
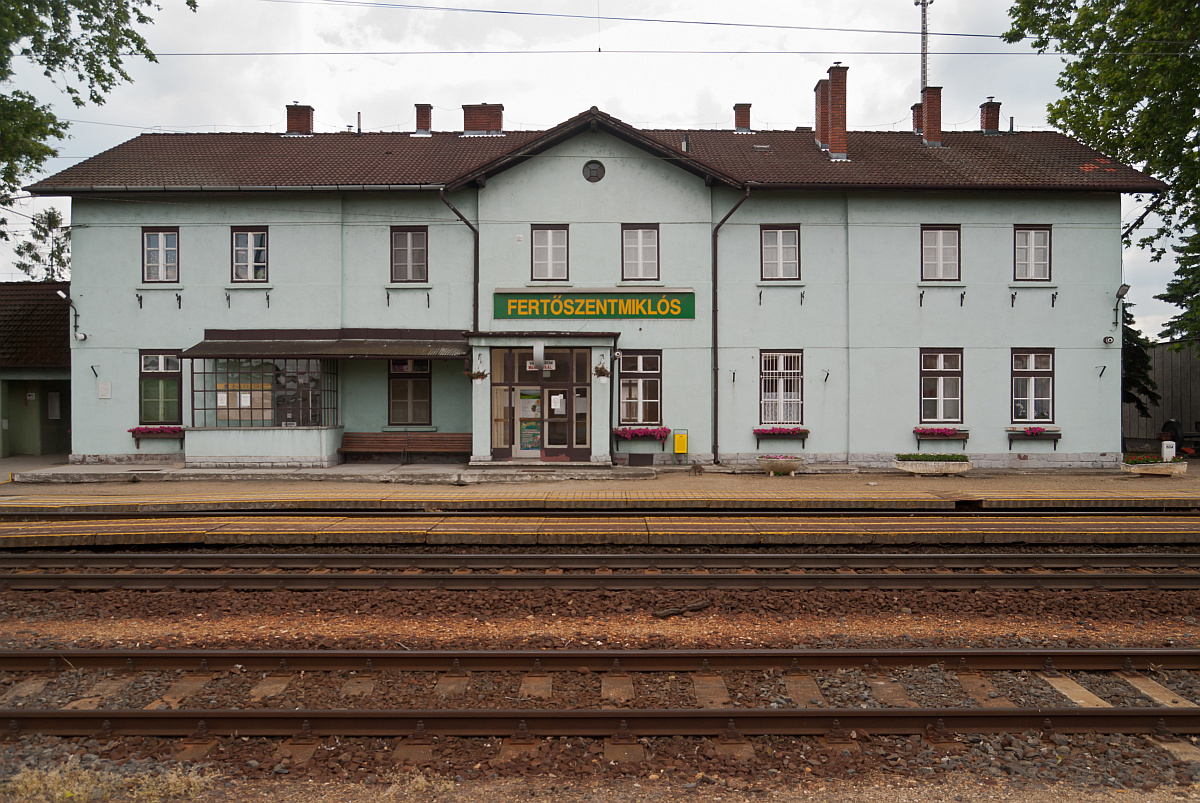
Fertőszentmiklós
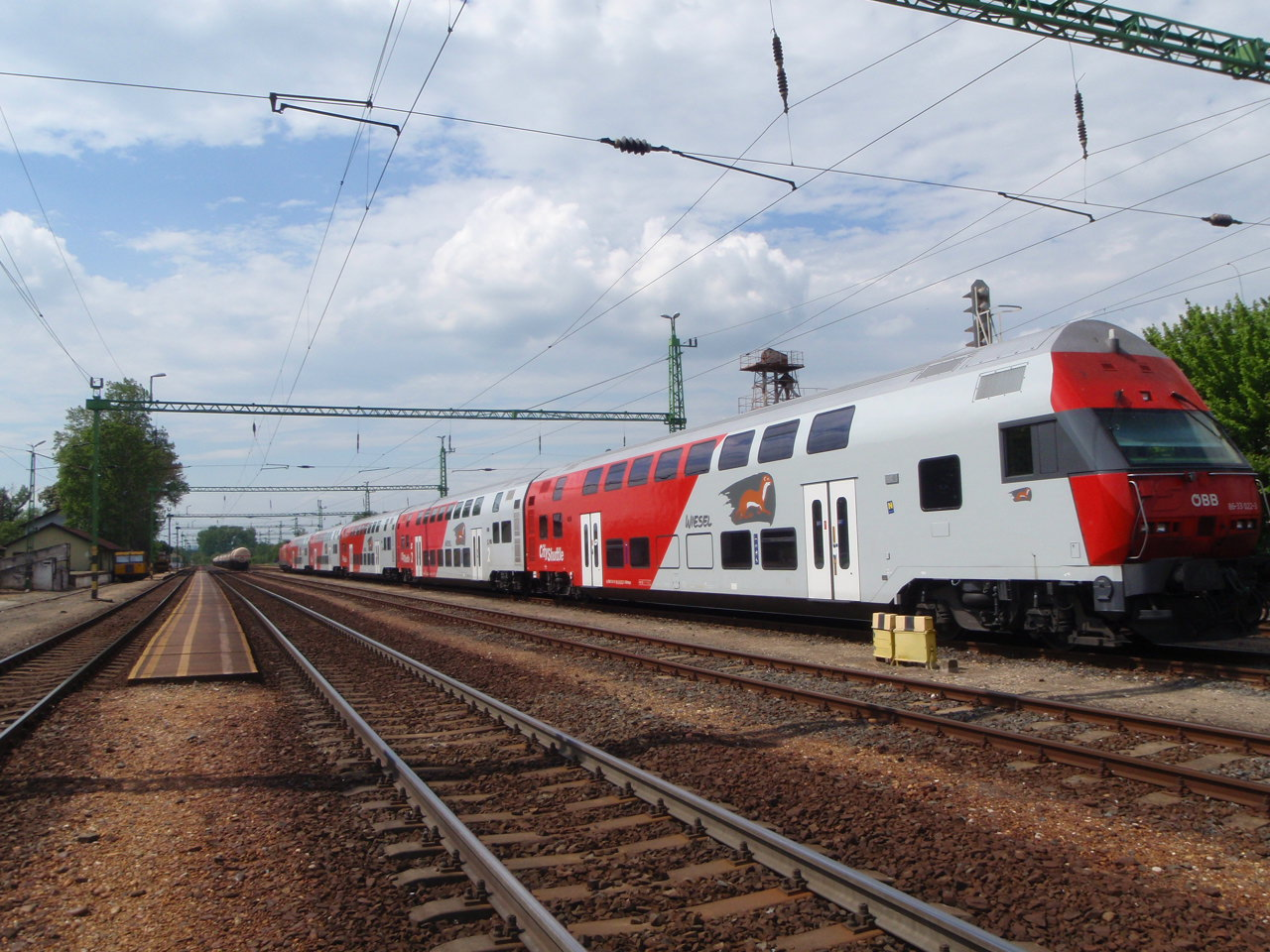
Fertőszentmiklós állomás
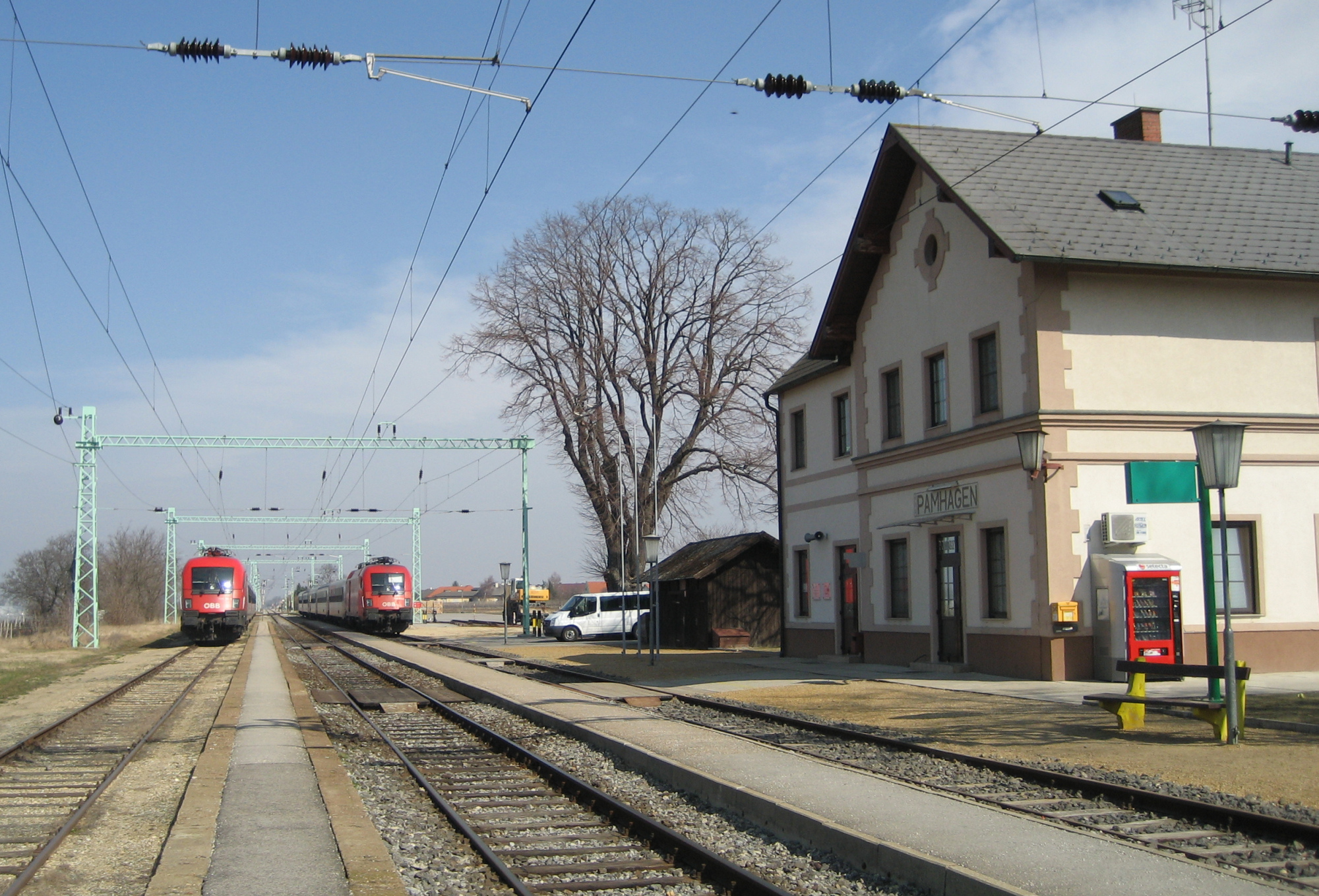
Pomogy állomás átépítés előtt
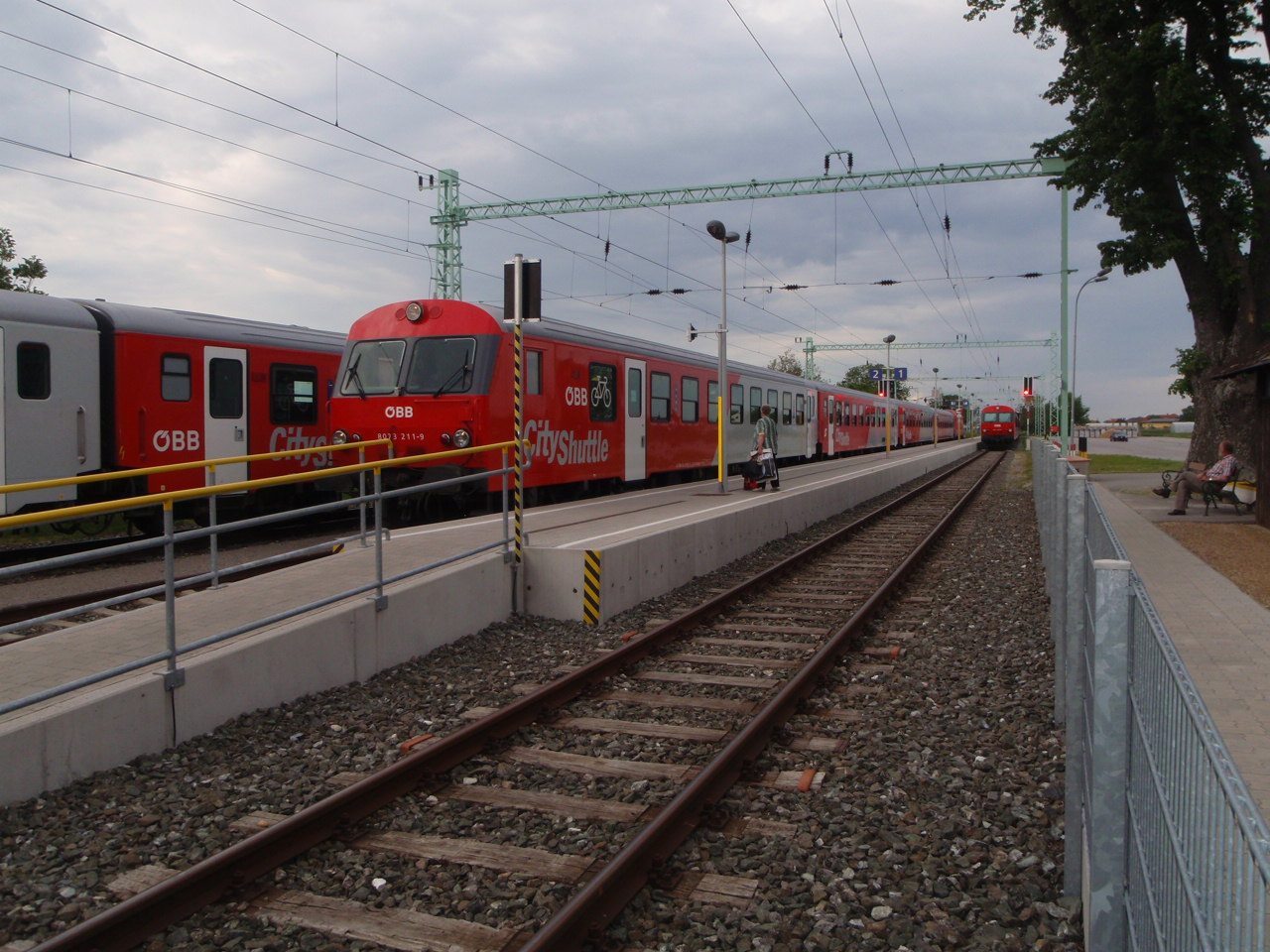
Pomogy állomás
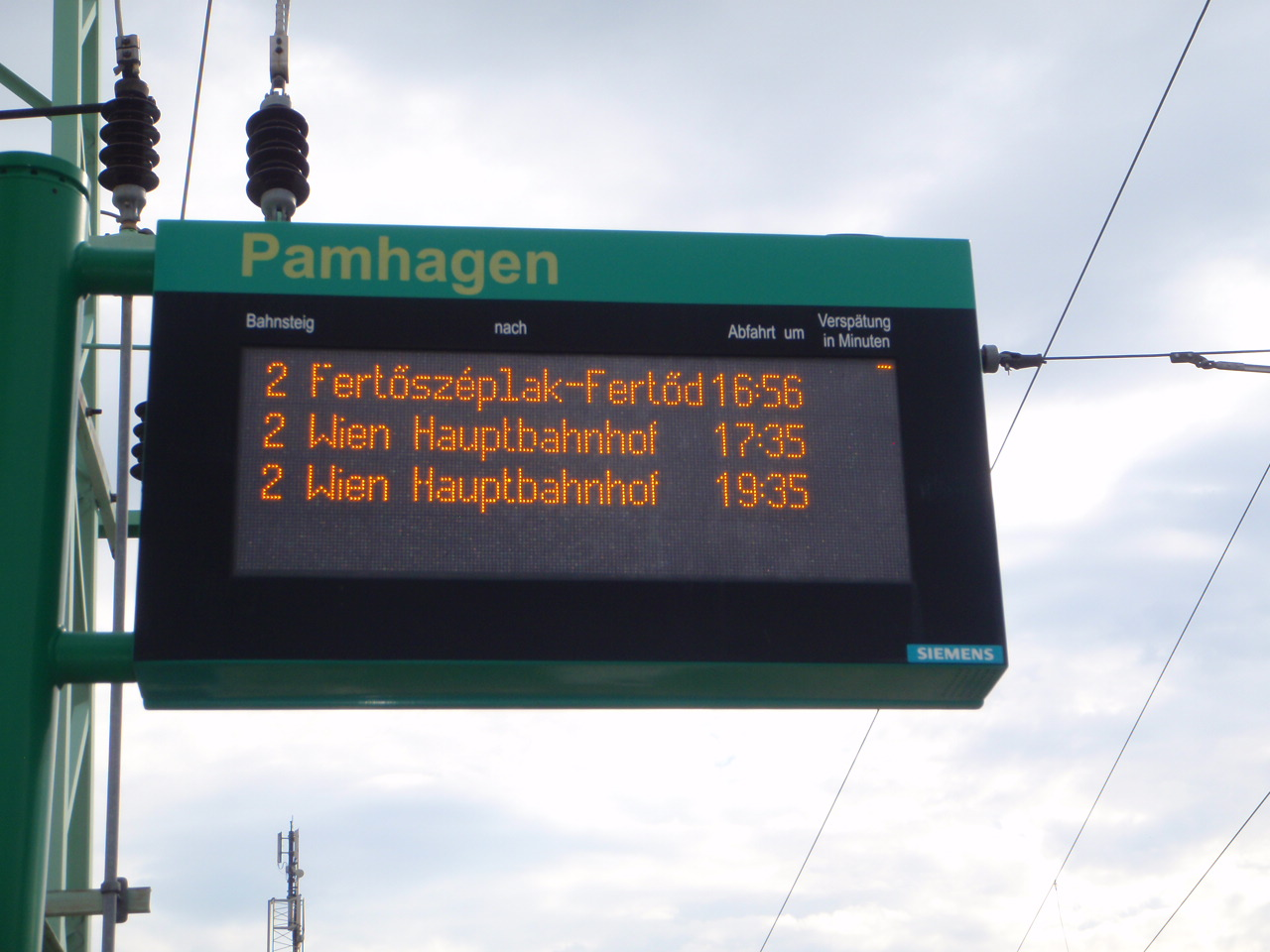
Pomogy állomás
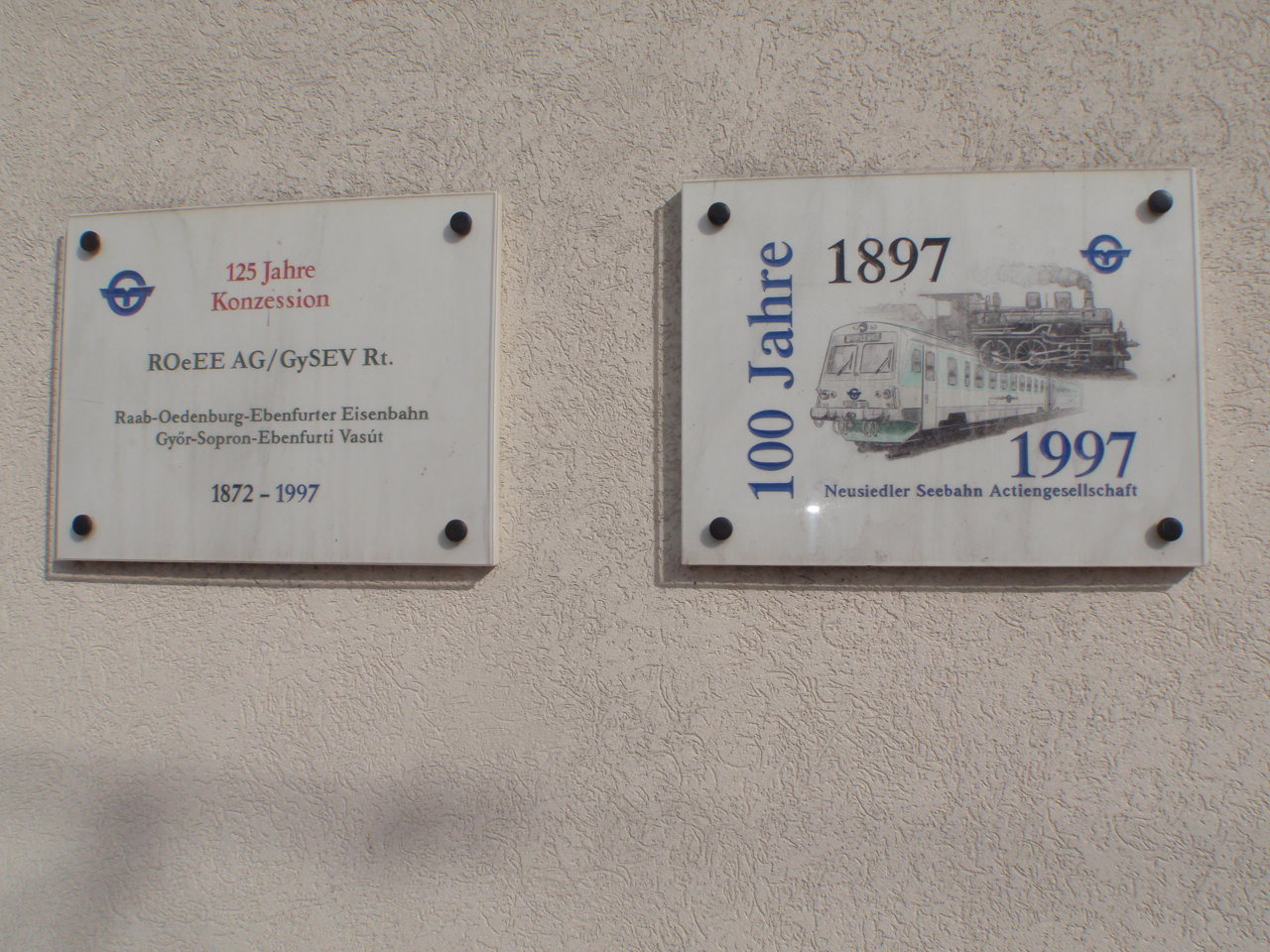
Emléktábla Pomogy állomásépület falán
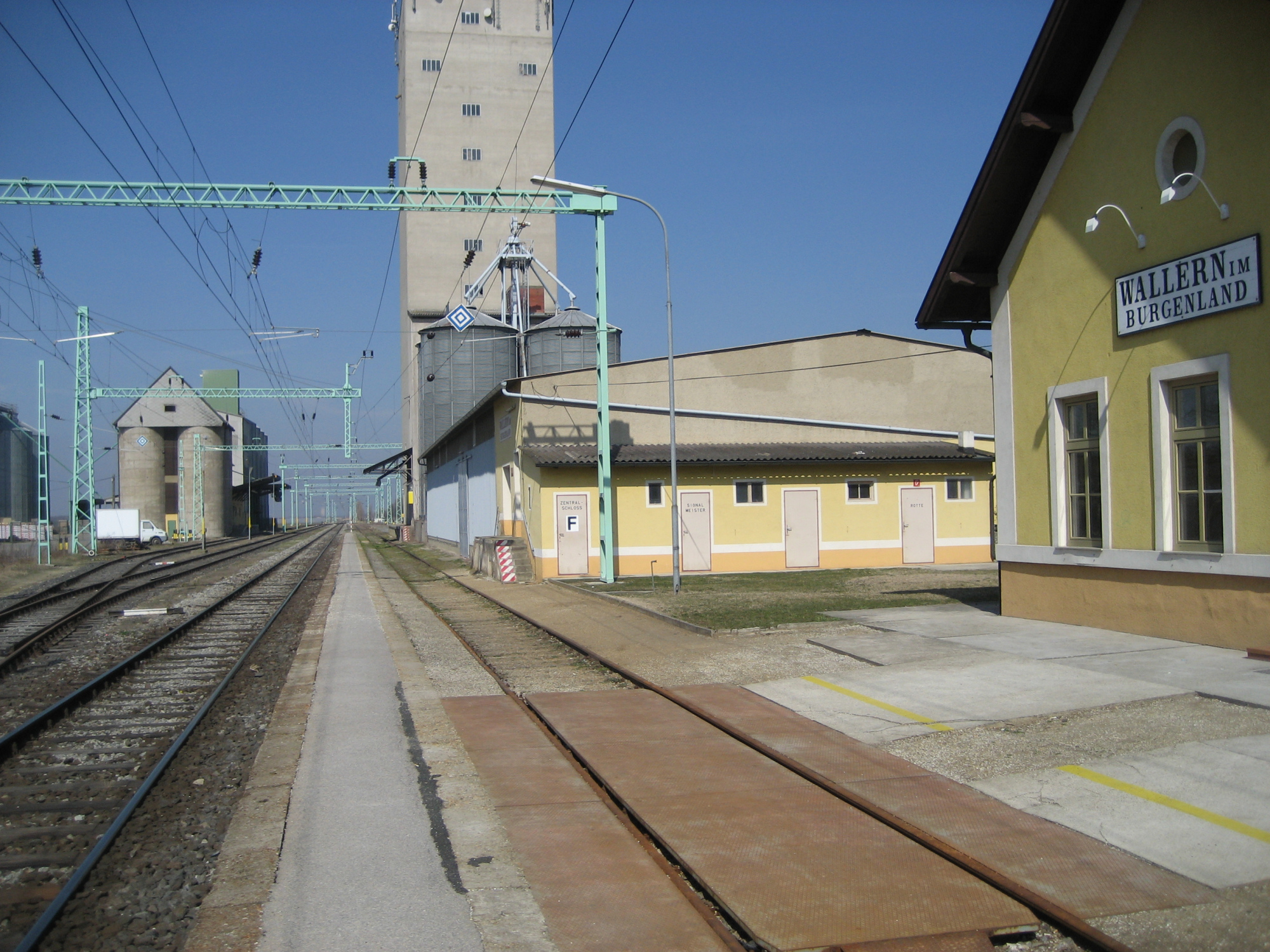
Valla
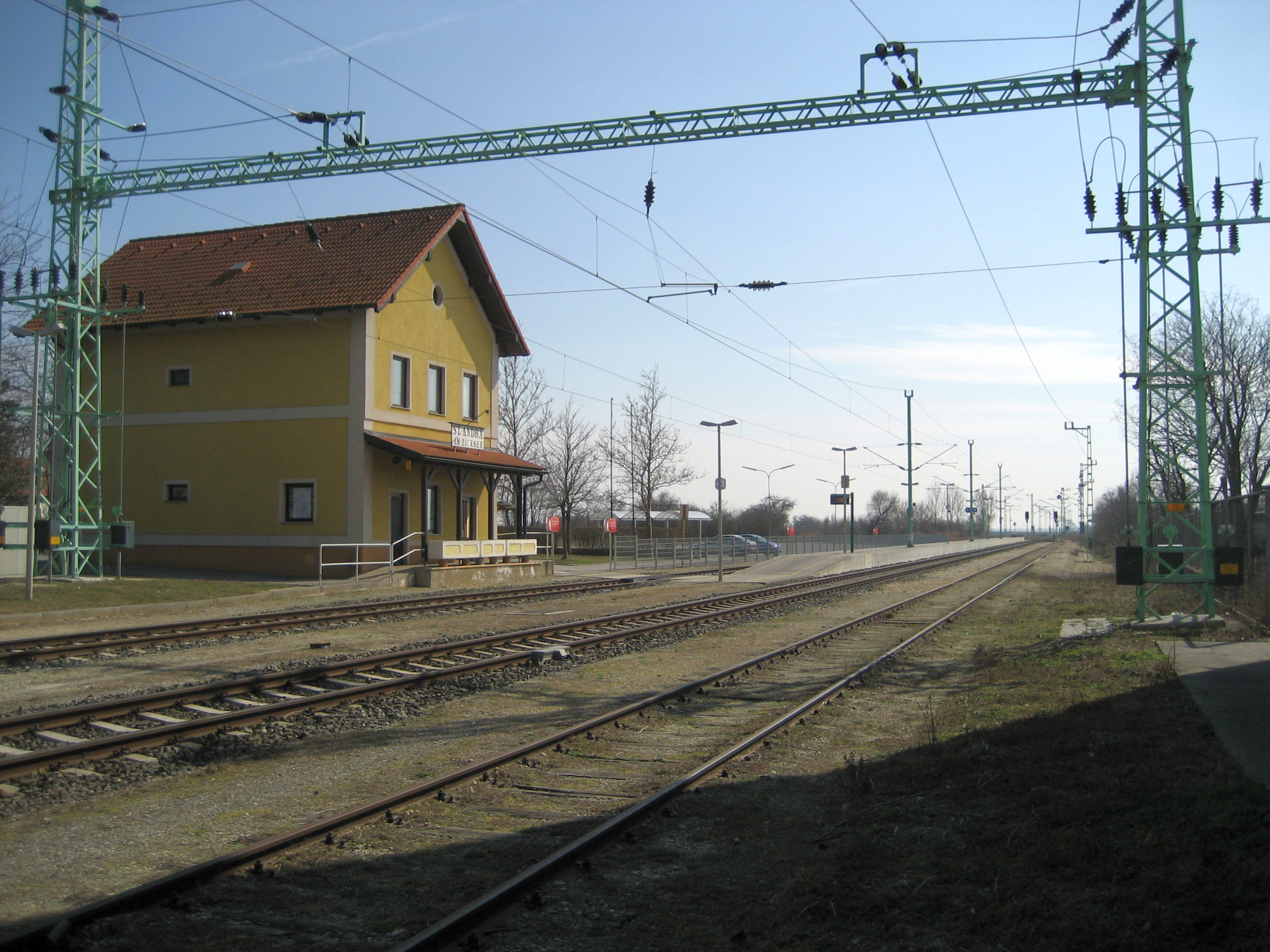
Mosonszentandrás
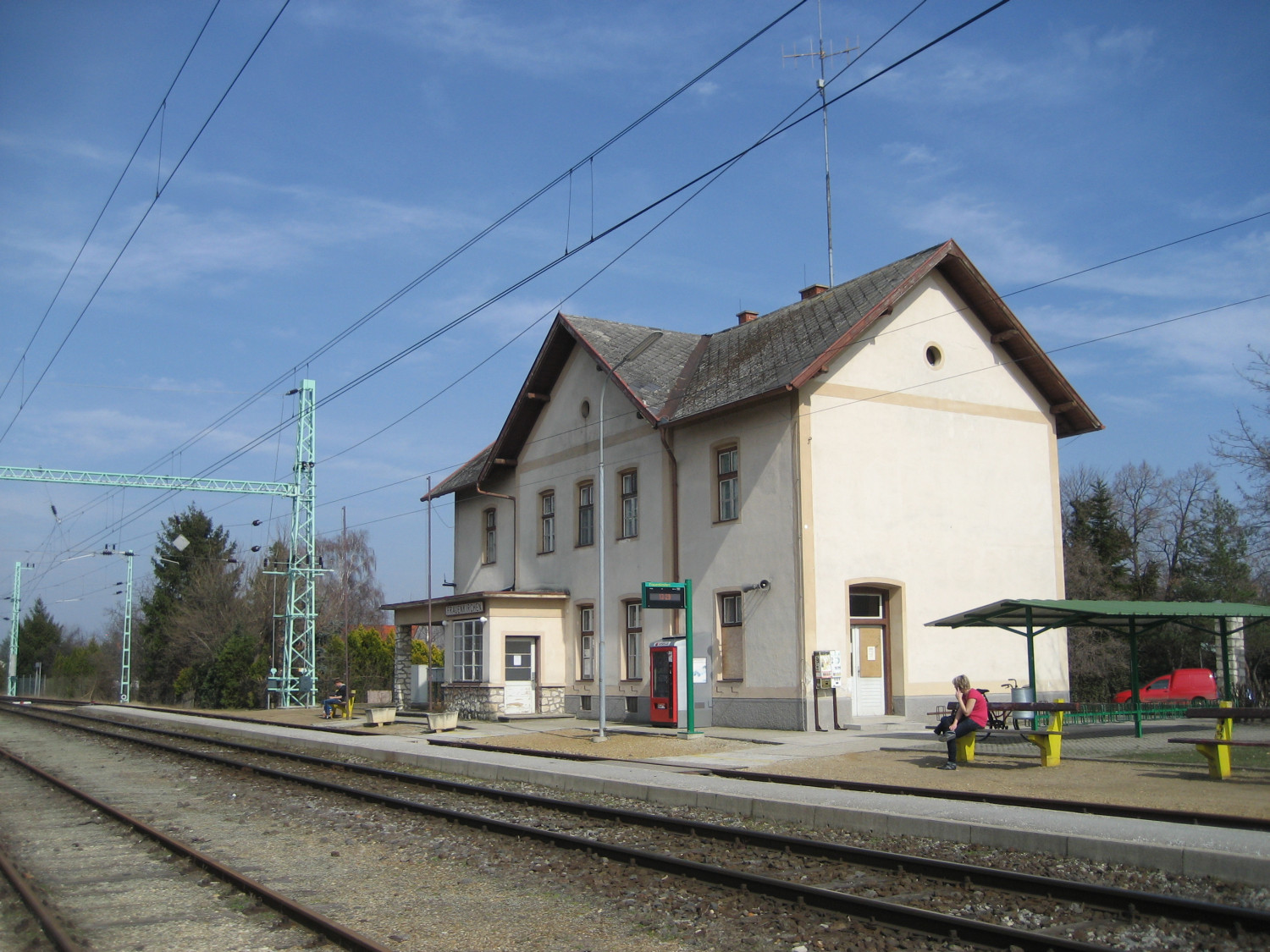
Boldogasszony
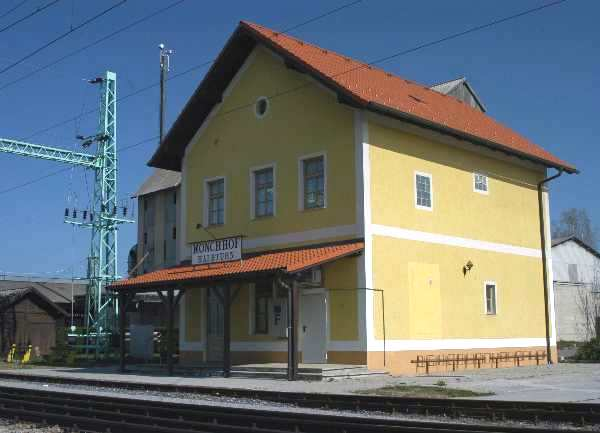
Barátudvar–Féltorony
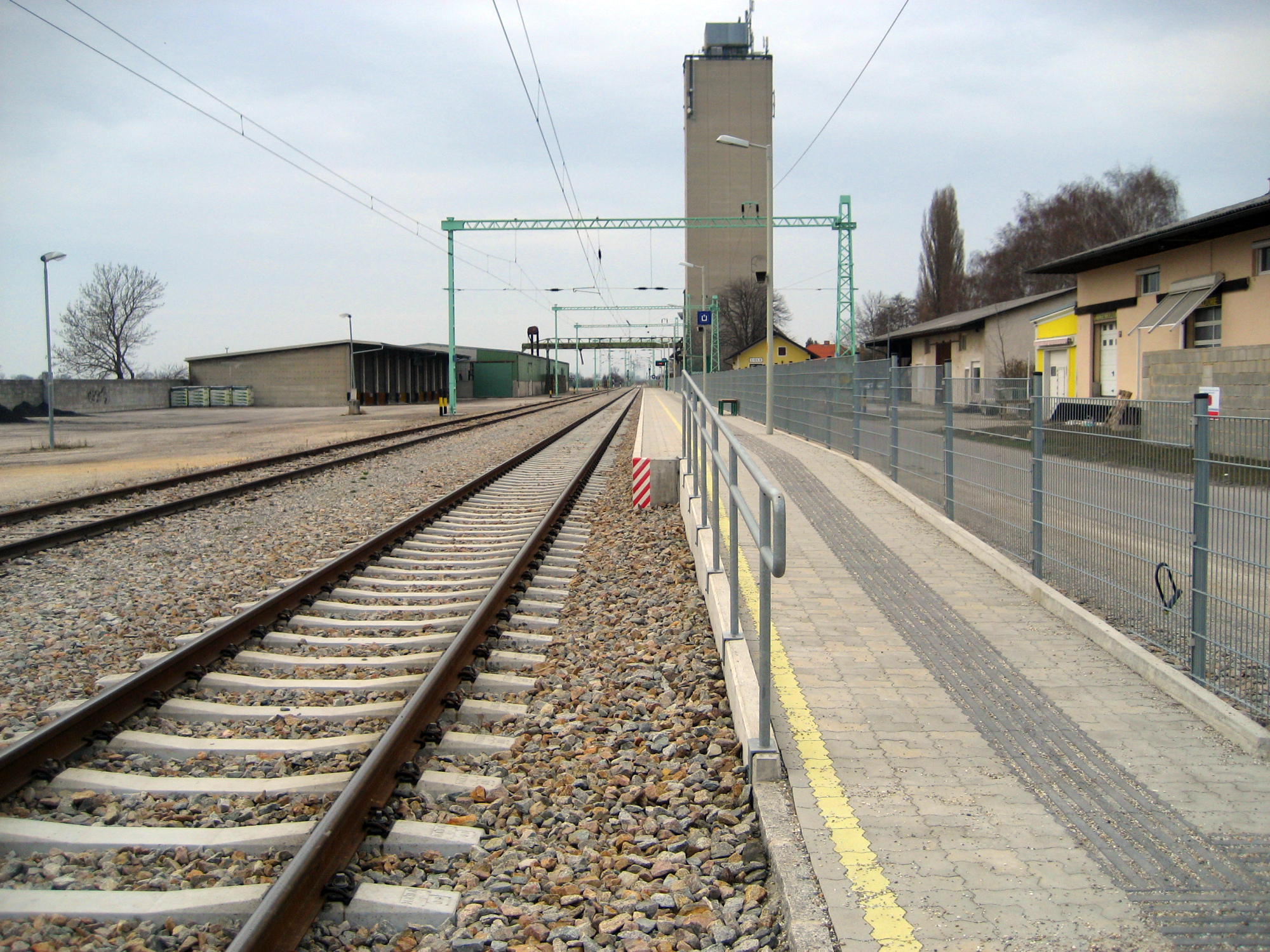
Gálos
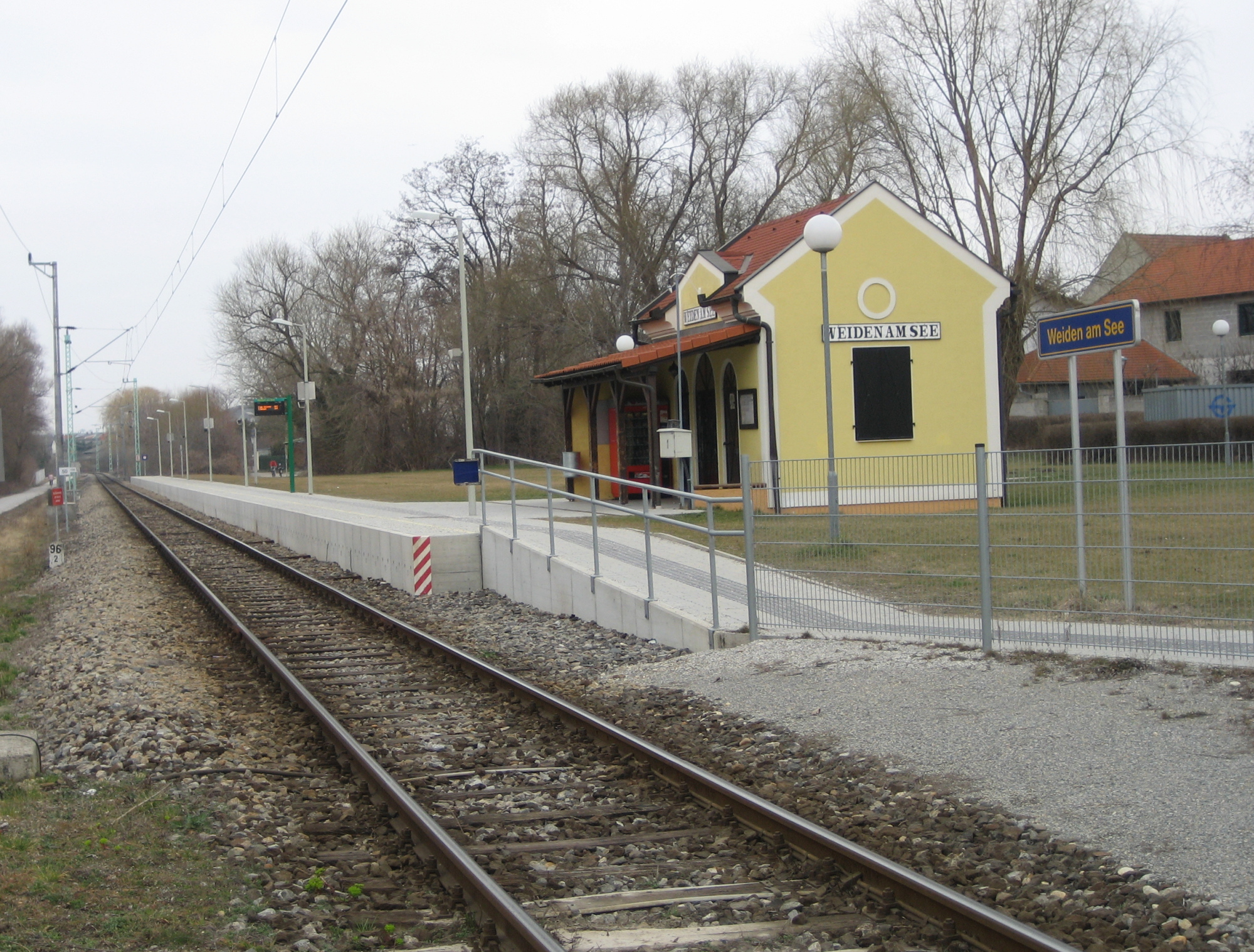
Védeny
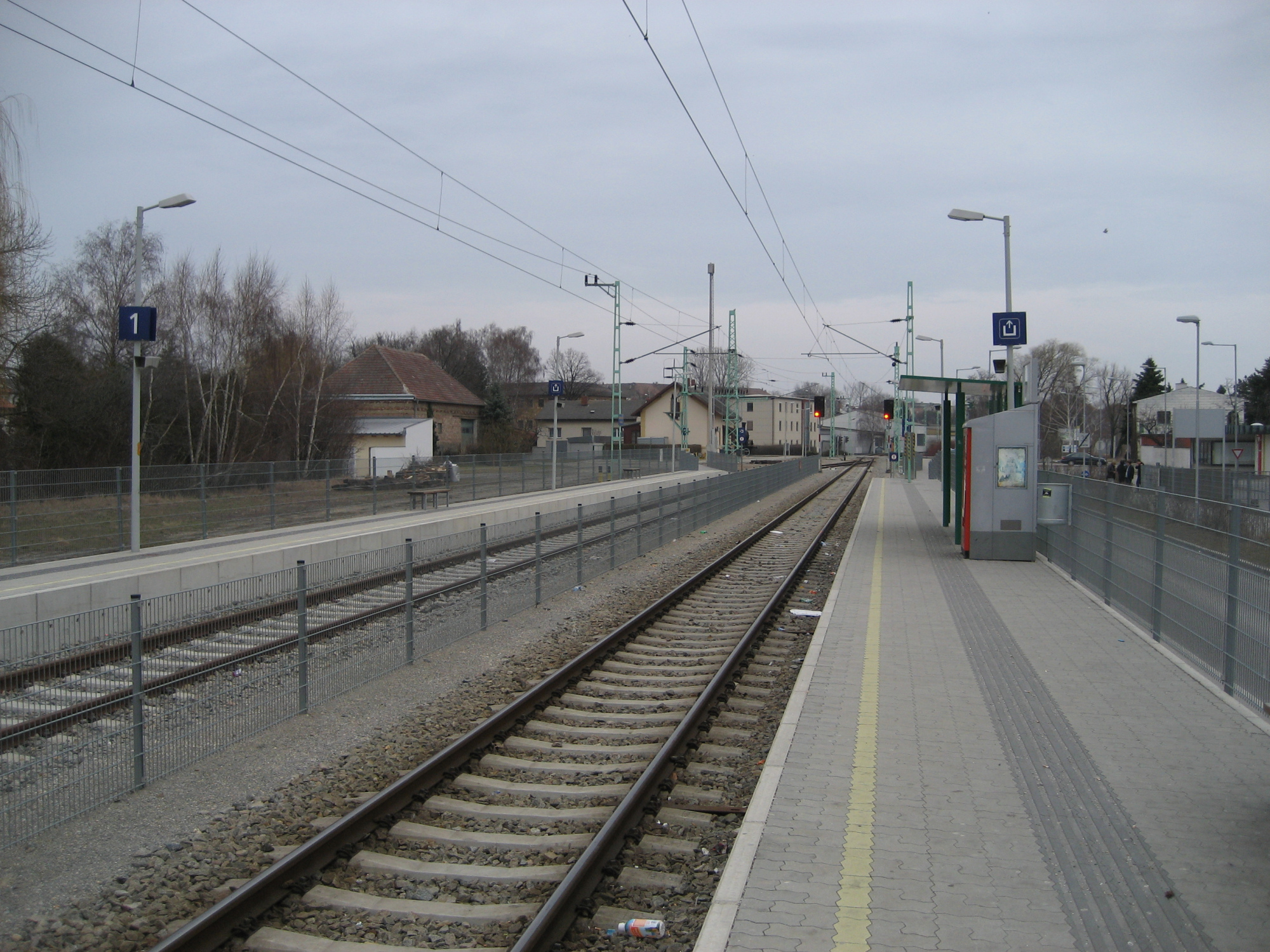
Nezsiderfürdő
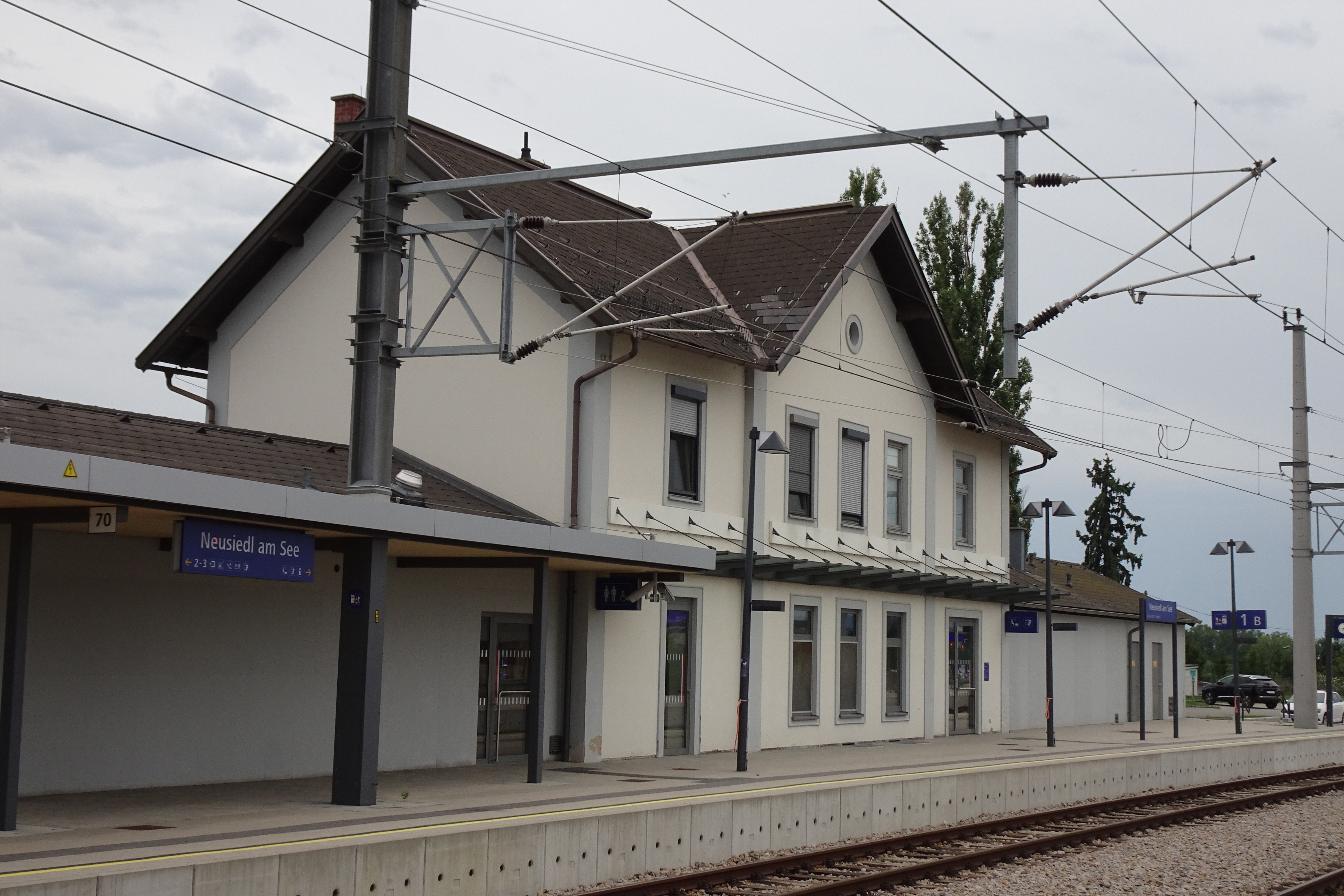
Nezsider

## Balesetek
A vönöcki vasúti baleset 1942. június 30-án következett be. Ez volt a GYSEV történetének legsúlyosabb balesete. A Celldömölkről Sopronba tartó BCmot 16 pályaszámú motorkocsiból és két mellékkocsija szinte fékezés nélkül belerohant a nyílt pályán, Vönöck állomás bejárati jelzője előtt álló vegyesvonatba. A baleset a szerelvény megfékezettségének hiánya miatt következett be, mivel a mellékkocsikat Celldömölkön nem kötötték be a főlégvezetékbe. A tragédiának 80 sérültje és négy halottja volt.